# Josefina de Comerford

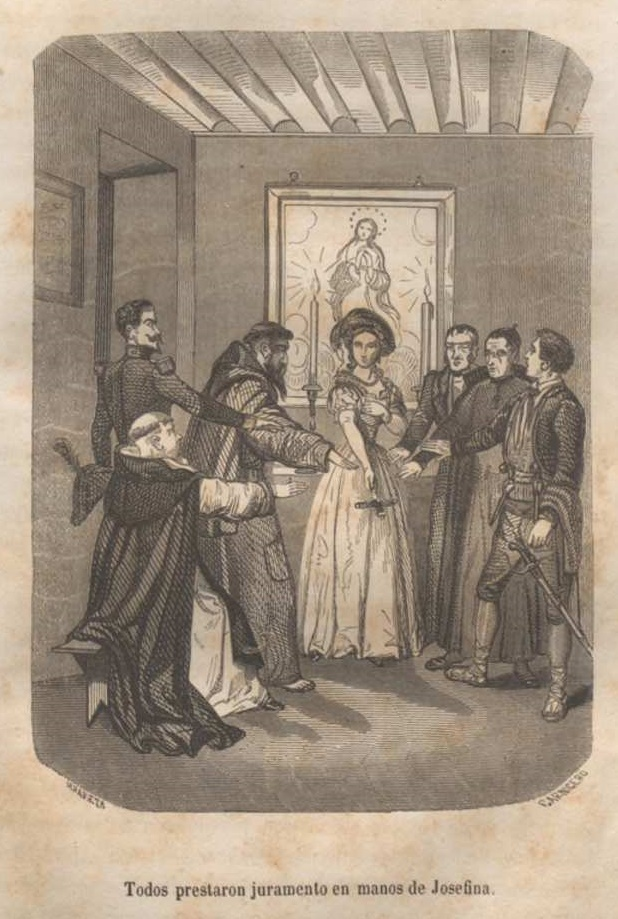
«Todos prestaron juramento en manos de Josefina». Ilustración de Vicente Urrabieta y Carnicero para la novela de Francisco José Orellana, El conde de España o La inquisición militar, Madrid, Librería de León Pablo, 1856. Considerada como una de las instigadoras del levantamiento de los agraviados, de ella decía un informe que «deseosa de ocupar un lugar entre las mujeres célebres, guiada por su imaginación exaltada y romántica, se convierte en un tribuno del pueblo, excita la turbación, admite los conjurados en su casa, dirige sus planes y los anima con su propio valor».

Josefina de Comerford Mac Crohon (Ceuta, 1794-Sevilla, 1865) fue una conspiradora ultrarrealista española, sostén en Cataluña de la Regencia de Urgel y del movimiento de los malcontents.

## Biografía
Nacida en Ceuta, aunque antiguas biografías la daban por nacida en Tarifa, descendía de una familia de militares irlandeses al servicio de los reyes de España en el regimiento de Irlanda, establecido a partir de 1798 en Tarifa, y, por su abuela paterna, Magdalena de Sales, natural de Annecy, emparentaba supuestamente con san Francisco de Sales. Al quedar huérfana, en 1808, fue adoptada por su tío paterno, Enrique de Comerford, conde de Bryas, que con la invasión francesa abandonó la guardia valona y se trasladó a Dublín. Allí Josefina se educó en un ambiente ultracatólico. En 1815 acompañó a su tío al Congreso de Viena, donde llamó la atención por su educación y belleza. Hablaba con fluidez inglés, francés, alemán, italiano y castellano. A sus dieciocho años, dice Agustín de Letamendi, quien la conoció y trató, «era graciosa, de talle suelto y de modales esquisitos, voz dulce y agradable, pelo castaño muy claro, frente lustrosa, y blanco su semblante, ojos azules, megillas sonrosadas, nariz griega, boca de coral, dientes como perlas, y su porte y femenil donaire inspiraban admiración, respeto y cariñoso afecto en cuantos se acercaban á ella». Al morir el conde de Bryas, heredera de su fortuna, vivió un tiempo en Roma, pero más inclinada a la acción que a la contemplación mística en 1820 regresó a España. Establecida en Barcelona, entró en contacto con los realistas puros y financió la partida de Antonio Marañón, el Trapense, alzada contra los gobiernos liberales de Madrid, titulándose su generala. Con el Trapense entró en junio de 1822 en Seo de Urgel, donde se instaló la regencia, que le concedió el título de condesa de Sales.
Restablecido el absolutismo por la intervención de los Cien Mil Hijos de San Luis, con el Trapense y la Comerford marchando a la vanguardia, fue confinada en Barcelona. A mediados de 1827 logró burlar la vigilancia policial a la que estaba sometida en la ciudad condal y desde Cervera financió y participó en la organización del movimiento de los agraviados o malcontents, que estableció en Manresa la Junta Suprema Provisional de Gobierno de Cataluña. La rápida reacción del gobierno de Calomarde, nombrando al sanguinario conde de España capitán general de Cataluña, y la entrada del propio rey Fernando VII en Tarragona el 28 de septiembre al frente del ejército expedicionario, acabaron en poco tiempo con la insurrección y permitieron la captura de sus principales dirigentes, inmediatamente ejecutados. Josefina de Comerford, acusada de habérsele hallado papeles licenciosos, fue condenada a reclusión perpetua en el convento de la Encarnación de Sevilla, aunque por su carácter fuerte hubo de ser trasladada en más de una ocasión. Con la exclaustración decretada por Mendizábal quedó en libertad y fijó su residencia en la misma ciudad de Sevilla, llevando en adelante una vida discreta. En 1863 otorgó testamento y falleció de una pulmonía el 3 de abril de 1865.
Agustín de Letamendi, estando aún viva, la hizo protagonista de su novela Josefina de Comerford o el fanatismo. Novela original, histórica y contemporánea (Madrid, 1849), donde la presentaba como amancebada del Trapense, según Vicente de la Fuente por los negros celos del novio despechado, pues la hermosa Josefina había dado calabazas al prolífico escritor, quien antes de hacerla personaje novelesco la había pretendido como amante.
La novela de Letamendi termina en 1823, con la entrada de las tropas del duque de Angulema y el fin del trienio. Con rasgos tomados de Letamendi la presentó poco más tarde Francisco José Orellana en otra novela histórica de semejantes características: El conde de España o La inquisición militar (Madrid y Barcelona, 1856), cuya acción discurre en la etapa inmediatamente posterior, la de la insurrección de los malcontents. La entrada en acción de Josefina se produce cuando los doctores de la Universidad de Cervera dictaminan, de acuerdo con la conspiradora, que una de sus sirvientas está endemoniada haciéndose necesaria su presencia para cuidarla, lo que va a servirle de excusa para lograr que el capitán general la levante el confinamiento al que estaba sujeta en Barcelona y poder así trasladarse a Cervera, que será el centro de su teatro de operaciones y donde ocupará en ocasiones el sillón presidencial de la junta apostólica establecida en la ciudad universitaria.
Para Pedro Sánchez Núñez, estas historias novelescas pretendían calumniar a Josefina Comerford debido a sus ideas y la causa que defendía.
En su papel de conspiradora y soporte de las partidas realistas del interior de Cataluña en 1827, Josefina de Comerford, «la gran intrigante catalana», con su «charlar vehemente» y fanático en el que introducía «algo de la atropellada facundia de los clubs», será también una de las protagonistas de la novela de Benito Pérez Galdós Un voluntario realista, quien la describe de edad algo más avanzada de lo que en realidad le correspondía al presentarse en el convento —ficticio— de las dominicas de Solsona, centro de la conspiración absolutista:

Una tarde de abril presentáronse dos damas en el locutorio. Era una de ellas hermosa por todo extremo, ricamente ataviada, con ademán un poco altanero y edad que podía sin gran seguridad suponerse entre los treinta y cinco y los cuarenta años. Vestía con lujo y sin remilgos, dando a entender que no la mortificaba ninguna cosa que diera realce a su belleza, tanto más cuanto que esta iba necesitando auxilio para que no se conociera demasiado su occidente. Doña Josefina Comerford, pues tal era el nombre de aquella histórica dama, era una hermosura en decadencia; mas no por esto dejaba de ser magnífica, como es magnífica una puesta de sol.
Benito Pérez Galdós, Un voluntario realista, cap. V.

Llegó a ser conocida como «la Juana de Arco carlista».